# Lieshan, Lieshan
Lieshan (kinesiska: 烈山) är en köping  i östra Kina. Den ligger i stadsdistriktet Lieshan i staden Huaibei i provinsen Anhui, omkring 240 kilometer norr om provinshuvudstaden Hefei. 